# Mirian III
Mirian III de Iberia (georgiano: მირიან III) fue un rey de Iberia o Kartli (Georgia), contemporáneo del emperador romano Constantino I el Grande (r. 306-337). Fue el fundador de la real dinastía cosroida.
Según los anales y la hagiografía georgianos de la Alta Edad Media, Mirian fue el primer rey cristiano de Iberia convertido al cristianismo, a través del ministerio de  Ninó, una misionera de Capadocia. Después de la cristianización de Iberia se le atribuye el establecimiento del cristianismo como la religión estatal de su reino y es considerado por la Iglesia ortodoxa georgiana como santo y canonizado como Santo Isapostolos rey Mirian (georgiano: წმინდა მოციქულთასწორი მეფე მირიანი)..
La tradicional cronología, después del príncipe Vakhushti asigna al reinado de Mirian -que ha durado 77 años- las fechas 268-345, y que el profesor Cyrille Toumanoff corrige a los años 284-361. También es conocido por el historiador romano contemporáneo Amiano Marcelino y las crónicas medievales armenias.

## Nombre
Mirian es la forma georgiana del nombre iraní de Mihrān. El nombre se translitera en griego como Mithranes. Según la Vida de Vakhtang, su nombre también se asoció con Mirdat, que significa «dado por Mitra», el nombre del antiguo dios sol iraní. El historiador romano Amiano Marcelino (XXI, 6, 8) le dio el nombre de Meribanes. Los números reinales como en Mirian III son modernos y no fueron usados por los autores georgianos medievales. Como dos reyes le precedieron con ese nombre, a Mirian se le ha asignado el ordinal "III" en la historiografía georgiana.

## Antecedentes
Mirian era miembro de la Casa de Mihran, una de las Siete clanes partos. La familia, con sede en Rayy, en el norte de Irán, remontaba sus ancestros al Imperio parto gobernante, los predecesores del Imperio sasánida. En el año 284, el Rey de los Reyes Bahram II (r. 274-293) aseguró el trono ibérico a Mirian, lo que sentó las bases para el gobierno de la dinastía mihránida en Iberia, que duraría hasta el siglo VI. Así, la dinastía cosroida, de la que Mirian se convirtió en su primer jefe, fue una rama de la familia principesca mihránida. El motivo detrás del movimiento de Bahram II fue fortalecer la autoridad sasánida en el Cáucaso y utilizar la posición de la capital ibérica Mtskheta como entrada a los importantes pasos a través de las montañas del Cáucaso. Esto era de gran importancia para Bahram II, que supuestamente él mismo fue a Mtskheta para asegurar la posición de Mirian. También envió a uno de sus fieles llamado Mirvanoz (también un mihránido) al país para que actuara como guardián de Mirian, que entonces tenía siete años. Otras ramas de la familia mihránida se establecieron unas décadas más tarde en otros tronos del Cáucaso, una de ellas en Gogarane, y la otra en el principado armenio-albanés de Gardman.

## Primer reinado

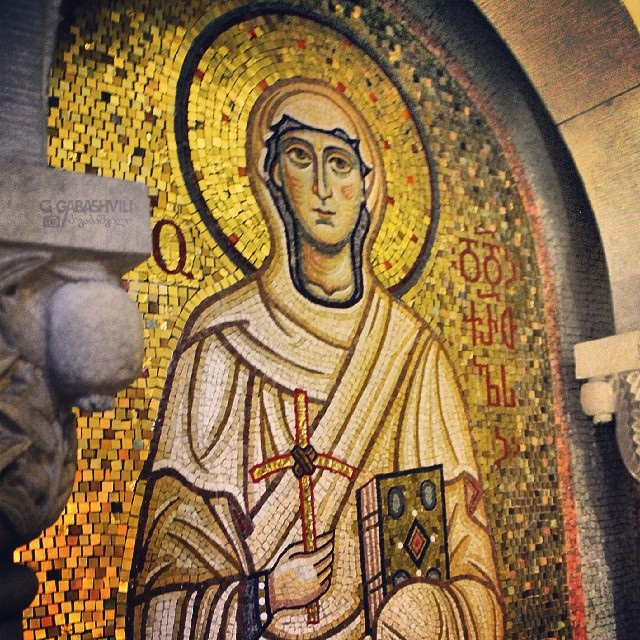
Mosaico representando a santa Ninó en el monasterio de Samtavro.

La Vida de los Reyes relata el reinado de Mirian con mucho detalle. Mientras que su información sobre la participación de Mirian -como rey cliente iraní- en la guerra sasánida contra el Imperio romano, y las ambiciones territoriales en Armenia pueden ser ciertas, las afirmaciones de que Mirian era un pretendiente al trono de Irán, que controlaba Cólquida y Albania caucásica, y la expansión de su actividad hasta Siria es obviamente ficticia. En la paz de Nisibis con Irán en el 298, Roma fue reconocida como protectora de Armenia e Iberia, pero Mirián III retuvo la corona. Se adaptó rápidamente a este cambio de situación política y estableció estrechos lazos con Roma.
Esta asociación se consolidó con la conversión de Mirian al cristianismo -según la tradición- a través del ministerio de  Ninó, una monja capadociana. Sin embargo, como cuenta Amiano Marcelino, el sucesor de Constantino, Constancio II, tuvo que enviar 360 embajadas con costosos regalos a Arshak II de Armenia y a Mirian III de Iberia, para asegurar su lealtad durante la confrontación con Irán.

## Conversión al cristianismo

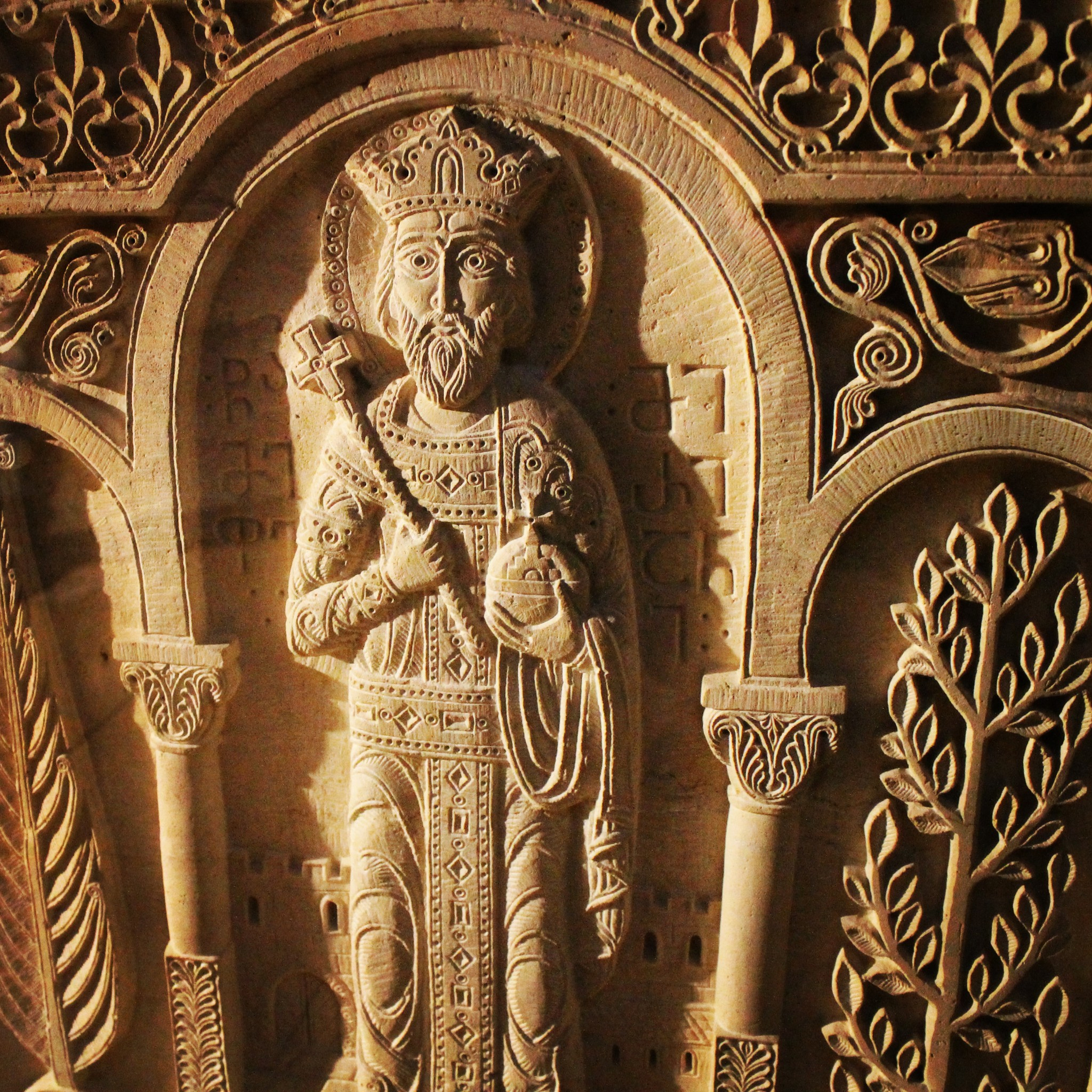
Frente del sarcófago de Mirian III en el monasterio de Samtavro.

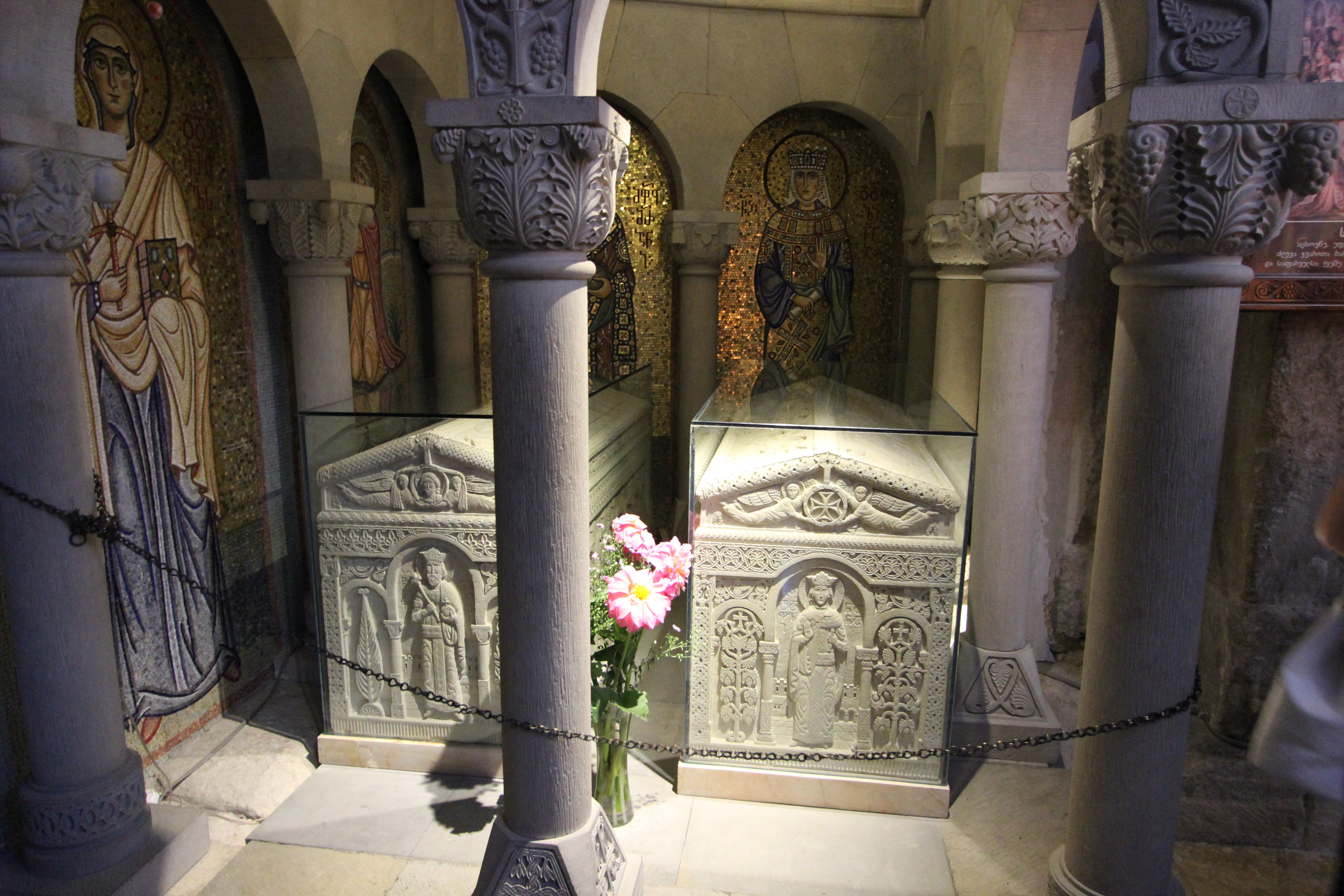
Las tumbas de Mirian III y su esposa Nana, en el monasterio de Samtavro.

La conversión de Mirian al cristianismo pudo haber ocurrido en el 334, seguida de la declaración del cristianismo como religión estatal de Iberia en el 337. Fue, por lo tanto, uno de los primeros monarcas del mundo antiguo en adoptar esta nueva religión. Una leyenda cuenta que cuando Mirian, incondicionalmente pagano, estaba cazando en los bosques cerca de su capital Mtskheta, la oscuridad cayó sobre la tierra y el rey quedó totalmente ciego. La luz no se reanudó hasta que Mirian rezó al "Dios de Ninó" pidiéndole ayuda. A su llegada solicitó una audiencia con Ninó y se convirtió al cristianismo poco después. Según la tradición, la segunda esposa de Mirian, Nana, precedió a su marido en la conversión.
Su conversión fomentó el crecimiento del gobierno real central, que confiscó las propiedades de los templos paganos y las entregó a los nobles y a la iglesia; las fuentes georgianas medievales dan evidencia de lo mucho que activamente la monarquía y la nobleza propagaron el cristianismo y de la resistencia que encontraron por parte de la gente de las montañas. El historiador romano Rufino de Aquilea y los anales georgianos informan que, después de su conversión, los iberos solicitaron clero al emperador Constantino I el Grande, quien respondió rápidamente y envió sacerdotes y reliquias sagradas a Iberia. La tradición georgiana relata la construcción de una  catedral en Mtskheta a instancias de Mirian y la peregrinación del rey a Jerusalén poco antes de su muerte. Mirian y su esposa Nana fueron enterrados en el monasterio de Samtavro en Mtskheta, donde se muestran sus tumbas.

## Familia
Las fuentes georgianas hablan de los dos matrimonios de Mirian. Su primera esposa fue Abeshura, hija del último rey arsácido de Iberia, que también remontaba su ascendencia a la antigua dinastía farnabácida de Iberia. Murió cuando Mirian tenía 15 años, en el año 292 según Toumanoff. Con su muerte, «el reinado y la reina de los reyes farnabácidos llegaron a su fin en Iberia», - continúa el cronista. Posteriormente, Mirian se volvió a casar con su segunda reina, Nana «del Ponto, hija de Oligotos», que le dio dos hijos -Rev II y Varaz Bakur I- y una hija que se casó con Peroz, la primera dinastía mihránida de Gogarane.